# 四ツ浜村
四ツ浜村（よつはまむら）は、1956年（昭和31年）まで愛媛県西宇和郡にあった村である。
現在の伊方町の中部、佐田岬半島のほぼ中央に位置する農漁村であった。昭和の合併により瀬戸町を経て、さらに平成の合併を経て現在は伊方町に属する。

## 地理
現在の伊方町の中部。佐田岬半島のほぼ中央で、北を伊予灘に、南を宇和海に面している。中央には、見晴山（395メートル）など、佐田岬半島を南北に分断する山地が東西に横たわっている。そうしたなか、広大ではないものの、村西部の伊予灘側の高茂に緩斜面があり、牧畜が営まれている。東を三机村に、西は三崎町（当村より一足先に合併して町になった）に接している。伊予灘側は鋸の歯状の入り組んだ海岸が続くが、南側は出入りが少なく、大久海岸、川之浜海岸など宇和海沿岸には珍しく砂浜が広がっている。
地名の由来
- 4つの浦からなる村という意味。

## 歴史
古代 - 中世
中世には宇都宮房綱の所領の一部であったとされる。大久には宇都宮房綱の家臣で大久主馬範貞が館を構え、大久のほか田部を治めていた。大久主は元亀2年三崎の山崎城主二宮新助の死去に伴い、二宮姓を継ぎ三崎土居城に移った。このため、大久・田部の2浦は三崎浦に属するようになった。
藩政期
- 宇和島藩領。

宇和島藩の伊達家は藩内を10の組に分け統治したが、当村は保内組に属し、さらにその中で田部・大久は三崎浦、他は三机浦に属すものとされた。
'明治以降
- 1889年（明治22年）12月15日 - 明治の町村制・市制施行時に、4浦が合併し四ツ浜村となる。
- 1947年（昭和22年）- 四ツ浜中学校開校。
- 1947年 - 1948年（昭和22年 - 23年） - 高茂に集団入植、肉牛の肥育を開始（約80戸）。
- 1953年（昭和28年） - 高茂に四ツ浜牧野が開拓された。
- 1956年（昭和31年）6月1日 - 三机村と合併、町制施行により、瀬戸町となり四ツ浜村としては自治体としての歴史を閉じた。

```
四ツ浜村の系譜
（町村制実施以前の村）　（明治期）
　　　　　　　　　　　　町村制施行時
足成浦　　━━━┓
塩成浦　　━━━┫
三机浦　　━━━╋━━━　三机村　━━━━━━┓
大江浦　　━━━┫　　　　　　　　　　　　　　┃　　　合併、町制
志津浦　　━━━┫　　　　　　　　　　　　　　┃（昭和30年6月1日）
小島浦　　━━━┛　　　　　　　　　　　　　　┣━━━　瀬戸町
川之浜浦　━━━┓　　　　 　                 ┃
大久浦　　━━━╋━━━　四ツ浜村　━━━━━┛
田部浦　　━━━┫
神崎浦　　━━━┛

（注記）瀬戸町の平成の合併の系譜については、瀬戸町又は伊方町の記事を参照のこと。

```

## 地域
川之浜（かわのはま）、大久（おおく）、田部（たぶ）、神崎（こうざき）の4つの枝浦があり、明治の町村制施行の際に四ツ浜村になったが、大字制は採らず、4村（浦）それぞれが小字として明治以降も続いた。田部から高茂（こうも）が独立、「字」となる。平成の合併により伊方町になっても大字制度は採っていない。
大久、川之浜が宇和海側、神崎、田部が伊予灘側に位置する。
大久は、役場（合併後支所）、小中学校、郵便局、駐在所などがある村の中心。

## 行政
役場は字大久におかれていた。

## 産業

### 農業
藩政期から当村を含む佐田岬半島は宇和島藩の軍馬の産地であり、多数の牛馬が肥育されていたとされる。当地の牧畜はもともとは三崎浦から伝わったものであろうといわれているが、明治20年に田部の井伊鹿太郎が大阪より赤牛を導入、肉牛の肥育が定着した。同36、37年にも新種が導入され明治末期には「三崎黒牛」、「三崎牛」として知られるようになった。明治43年には大久に家畜市場が開設され、毎月市が立った。太平洋戦争後まもなく、高茂に約80戸が集団入植し、肉牛肥育を営み始め、昭和28年には77町歩の牧野が開拓された。
傾斜地であるためイモと麦くらいしか商品作物がない当時、牧畜は農家の貴重な収入源であった。昭和30年代当時、砂浜で夏の夕刻、牛を歩かせる農家の風景写真が今日に往時の繁栄を物語っている。ほとんどの農家は数頭の牛を飼育していた。また、大久、川之浜、塩成には定期市が立っていた。しかし、昭和40年代以降は牧畜も衰退していった。その後、甘夏柑、葉タバコ栽培などが盛んになっていった。
『大日本篤農家名鑑』によれば四ツ浜村の篤農家は、「土井儀満、三好萬平、上甲丈夫」などである。

### 漁業
漁業では鰯漁が営まれている。

## 交通
鉄道は通っていなかった（現在も同じ）。山が海に迫る地形の関係から、宇和海側と伊予灘側とにそれぞれ海岸線に沿った道路があるが、地形から交通は不便で海上を浦々にめぐる船が重要な交通手段であった。戦後になって、八幡浜と大久とを結ぶバス路線が開通している。

## 名所
- 大久海岸
- 川之浜海岸
- 神崎番匠鼻

## 主な出身者
- 向井鹿松 - 経済学者